# Nobuko Fukuda
Nobuko Fukuda (jap. 福田修子, Fukuda Nobuko; * 29. Juli 1980 in Ōwani) ist eine ehemalige japanische Skilangläuferin.

## Werdegang
Fukuda nahm von 2000 bis 2012 an Wettbewerben der Fédération Internationale de Ski teil. Sie trat vorwiegend im Skilanglauf-Weltcup an, bei dem sie vorwiegend Platzierungen im Mittelfeld belegte. Ihr erstes Weltcuprennen lief sie im November 2001 in Kuopio, welches sie mit dem 68. Platz über 10 km klassisch beendete. Bei den Olympischen Winterspielen 2002 in Salt Lake City belegte sie den 39. Platz im Sprint und den 10. Rang mit der Staffel. Ihren ersten Weltcuppunkt holte sie im Dezember 2002 in Davos mit dem 30. Platz über 10 km Freistil. Ihre besten Platzierungen bei den nordischen Skiweltmeisterschaften 2003 im Val di Fiemme waren der 17. Platz im 30-km-Massenstartrennen und der 11. Rang mit der Staffel. Im Dezember 2003 erreichte sie in Davos mit dem fünften Platz in der Staffel ihre erste Top-Zehn-Platzierung im Weltcup und ihr bestes Rennergebnis im Weltcup. Ihre beste Platzierung in einem Weltcupeinzelrennen erreichte sie im Dezember 2004 in Asiago mit dem 15. Platz im Sprint. Diese Weltcupplatzierung schaffte sie auch im Oktober 2005 in Düsseldorf und im März 2008 in Drammen ebenfalls im Sprintrennen. Bei den nordischen Skiweltmeisterschaften 2005 in Oberstdorf errang sie den 35. Platz im Sprint, den 15. Rang im Teamsprint und den 12. Platz mit der Staffel. Bei den Olympischen Winterspielen 2006 in Pragelato kam sie auf den 24. Platz im Sprint, den 12. Rang in der Staffel und den achten Platz zusammen mit Madoka Natsumi im Teamsprint. Ihre besten Resultate bei den heimischen nordischen Skiweltmeisterschaften 2007 in Sapporo waren der 20. Platz im Sprint und der achte Platz mit der Staffel. Bei den nordischen Skiweltmeisterschaften 2009 in Liberec belegte sie den 53. Platz im Skiathlon, den 44. Rang im Sprint und den siebten Platz mit der Staffel. Bei ihren letzten Olympischen Spielen in Vancouver errang sie den 51. Platz über 10 km Freistil und den achten Platz mit der Staffel. In ihrer letzten Saison 2011/12 nahm sie am Far East Cup teil, den sie in der Gesamtwertung auf dem zweiten Platz beendete.

## Siege bei Continental-Cup-Rennen
| Nr. | Datum             | Ort       | Disziplin      | Serie           |
| --- | ----------------- | --------- | -------------- | --------------- |
| 1.  | 10. März 2001     | Sapporo   | 5 km klassisch | Continental-Cup |
| 2.  | 8. März 2003      | Sapporo   | 5 km klassisch | Continental-Cup |
| 3.  | 26. Dezember 2009 | Otoineppu | 5 km klassisch | Far East Cup    |
| 4.  | 27. Dezember 2009 | Otoineppu | 5 km Freistil  | Far East Cup    |
| 5.  | 7. Januar 2012    | Sapporo   | 5 km klassisch | Far East Cup    |

## Platzierungen im Weltcup

### Weltcup-Statistik
Die Tabelle zeigt die erreichten Platzierungen im Einzelnen.
- 1.–3. Platz: Anzahl der Podiumsplatzierungen
- Top 10: Anzahl der Platzierungen unter den ersten zehn
- Punkteränge: Anzahl der Platzierungen innerhalb der Punkteränge
- Starts: Anzahl gelaufener Rennen in der jeweiligen Disziplin
- Hinweis: Bei den Distanzrennen erfolgt die Einordnung gemäß FIS.

| Platzierung         | Distanzrennen a | Distanzrennen a | Distanzrennen a | Distanzrennen a | Distanzrennen a | Skiathlon Verfolgung | Sprint | Etappen- rennen b | Gesamt | Team c | Team c  |
| Platzierung         | ≤ 5 km          | ≤ 10 km         | ≤ 15 km         | ≤ 30 km         | > 30 km         | Skiathlon Verfolgung | Sprint | Etappen- rennen b | Gesamt | Sprint | Staffel |
| ------------------- | --------------- | --------------- | --------------- | --------------- | --------------- | -------------------- | ------ | ----------------- | ------ | ------ | ------- |
| 1. Platz            |                 |                 |                 |                 |                 |                      |        |                   |        |        |         |
| 2. Platz            |                 |                 |                 |                 |                 |                      |        |                   |        |        |         |
| 3. Platz            |                 |                 |                 |                 |                 |                      |        |                   |        |        |         |
| Top 10              |                 |                 |                 |                 |                 |                      |        |                   |        | 3      | 3       |
| Punkteränge         |                 | 2               | 1               |                 |                 | 1                    | 20     |                   | 24     | 13     | 13      |
| Starts              | 3               | 25              | 8               | 2               | 1               | 6                    | 41     |                   | 86     | 13     | 13      |
| Stand: Karriereende |                 |                 |                 |                 |                 |                      |        |                   |        |        |         |

### Weltcup-Gesamtplatzierungen
| Saison  | Gesamt | Gesamt | Distanz | Distanz | Sprint | Sprint |
| Saison  | Punkte | Platz  | Punkte  | Platz   | Punkte | Platz  |
| ------- | ------ | ------ | ------- | ------- | ------ | ------ |
| 2002/03 | 5      | 95.    | -       | -       | 4      | 65.    |
| 2003/04 | 3      | 94.    | -       | -       | 3      | 60.    |
| 2004/05 | 35     | 59.    | -       | -       | 35     | 35.    |
| 2005/06 | 41     | 63.    | 6       | 78.     | 35     | 39.    |
| 2006/07 | 25     | 72.    | -       | -       | 25     | 41.    |
| 2007/08 | 47     | 56.    | 4       | 64.     | 43     | 41.    |
| 2008/09 | 17     | 85.    | 3       | 92.     | 14     | 60.    |